# III. třída okresu Znojmo
III. třída okresu Znojmo (okresní soutěž III. třídy) patří společně s ostatními třetími třídami mezi deváté nejvyšší fotbalové soutěže v Česku. Je řízena Okresním fotbalovým svazem Znojmo. Hraje se každý rok od léta do jara se zimní přestávkou. Účastní se ji 14 týmů z okresu okresu Znojmo, každý s každým hraje jednou na domácím hřišti a jednou na hřišti soupeře. Celkem se tedy hraje 26 kol. Vítězem se stává tým s nejvyšším počtem bodů v tabulce a postupuje do II. třídy okresu Znojmo. Poslední dva týmy sestupují do IV. třídy. Do III. třídy vždy postupuje vítězný a druhý tým z IV. třídy.

## Vítězové

### III. třída okresu Znojmo skupina A
| Ročník    | Vítězný tým                 |
| --------- | --------------------------- |
| 2003/2004 | TJ Pavlice                  |
| 2004/2005 | TJ Mikulovice               |
| 2005/2006 | TJ Micmanice                |
| 2006/2007 | FK Inzert Expres Znojmo „B“ |
| 2007/2008 | TJ Sokol Blížkovice         |
| 2008/2009 | TJ Sokol Dobšice „B“        |
| 2009/2010 | FK Inzert Expres Znojmo „B“ |
| 2010/2011 | TJ Sokol Přímětice          |
| 2011/2012 | SK Chvalovice               |
| 2012/2013 | TJ Mikulovice               |
| 2013/2014 | TJ Hostim                   |
| 2014/2015 | TJ Sokol Hrádek             |
| 2015/2016 | TJ Družstevník Starý Petřín |
| 2016/2017 | SK Sokol Jaroslavice        |
| 2017/2018 | TJ Sokol Hrádek             |
| 2018/2019 |                             |

### III. třída okresu Znojmo skupina B
| Ročník    | Vítězný tým                |
| --------- | -------------------------- |
| 2003/2004 | TJ Sokol Hevlín            |
| 2004/2005 | FC Bohutice                |
| 2005/2006 | TJ Suchohrdly u Miroslavi  |
| 2006/2007 | FC Miroslav „B“            |
| 2007/2008 | FC Moravský Krumlov „B“    |
| 2008/2009 | TJ Sokol Božice            |
| 2009/2010 | TJ Jezeřany-Maršovice      |
| 2010/2011 | TJ Suchohrdly u Miroslavi  |
| 2011/2012 | TJ Olbramovice             |
| 2012/2013 | TJ Sokol Hevlín            |
| 2013/2014 | TJ Družstevník Hostěradice |
| 2014/2015 | TJ Sokol Božice            |
| 2015/2016 | TJ Start Vlasatice         |
| 2016/2017 | TJ Sokol Litobratřice      |
| 2017/2018 | FC Rakšice                 |
| 2018/2019 |                            |